# Agfa Billy
Mit Billy bezeichnete Agfa eine einfache Mittelformat-Klappkamera mit Faltbalgen, die sich von 1928 bis 1960 in Produktion befand und erheblich dazu beitrug, dass das Agfa Camerawerk München zur größten Kamerafabrik Europas aufstieg.

## Einordnung

### Format 6 × 9
Um 1930 arbeiteten praktisch alle einfacheren Kameras mit dem Rollfilm-Format 6 cm × 9 cm. Der Vorteil lag vor allem darin, dass man mit Kontaktkopien Fotos in akzeptabler Größe in der Hand hielt. Kleinere Formate, insbesondere 24 × 36 mm verlangten überdies nach präziser gefertigten Kameras, was sich damals noch nicht preisgünstig realisieren ließ. Ohnehin stiegen die Kamerahersteller erst nach und nach in die Kleinbildtechnik ein, Agfa sogar erst 1937.

### Konstruktion
Für die Einsteigerkameras bestand nur die Möglichkeit, einen kastenförmigen Blechkasten als Gehäuse zu wählen, da es noch keine brauchbaren Kunststoffe für Kameragehäuse gab. In der Preisklasse über 25 RM konnte man aber bereits mehr Aufwand treiben und damit insbesondere kleinere Abmessungen erzielen. Dies gelang mit der Klappkamera, das Objektiv fuhr dabei mit Aufklappen des Frontdeckels in die Aufnahmestellung heraus. Diese Bauart gehörte bis in die frühen 1950er Jahre zum Standard von Mittelklasse-Kameras, wurde dann aber als veraltete Vorkriegstechnik angesehen.

### Übergang zur Isolette
Der Trend ging schon im Laufe der 1930er Jahre zunehmend hin zu kleineren Formaten, im Falle des Rollfilms zu 6 cm × 6 cm. Agfa stellte im Herbst 1937 mit der Isolette ein solches Modell vor, welches die Billy dann allmählich ablöste.

## Kamera

### Grundkonstruktion
Es handelte sich bei der Billy um eine Klappkamera, bei der der Deckel an seiner linken Seite angeschlagen ist. An ihm befanden sich Schienen, auf denen die Objektivstandarte herausfuhr und zum Fokussieren bewegt werden konnte. Die Kamera verwendete den Rollfilm vom Typ 120, welcher damals in Deutschland unter der Bezeichnung B 2 lief. Die meisten Modelle belichteten ihn im Format 6 cm × 9 cm, einige im Format 6 cm × 4,5 cm. Der Filmtransport wurde mit einem Rad betätigt, wobei es so lange zu drehen war, bis im Fenster der Rückwand die nächste Bildzahl erschien. Die Kamera wog etwa 600 g.

### Billy
Die erste Billy ist für zunächst 34 RM, dann 36 RM verkauft worden. Sie verwendete das Format 6 cm × 9 cm und besaß das dreilinsige Objektiv Jgestar mit f/8,8.
Auf den Exportmärkten nannte sich diese Kamera Speedex No. 1.

### Billy Optima
Die Billy Optima erschien 1931, ihre Bezeichnung wies auf das größere Format 7,5 cm × 10,5 cm hin, welches nach einem größeren Rollfilm verlangte. Die Kamera gab es mit dem vierlinsigen Solinar f/4,5 und Compur-Verschluss für 105 RM, mit dem dreilinsigen Igestar f/6,3 und Pronto-Verschluss aber auch schon für 63 RM. Später nannte Agfa die erste Kamera mit Programmautomatik ebenfalls Optima, dabei bezog sich der Begriff aber nicht auf das Filmformat, sondern auf die Belichtungssteuerung.

### Billy Record

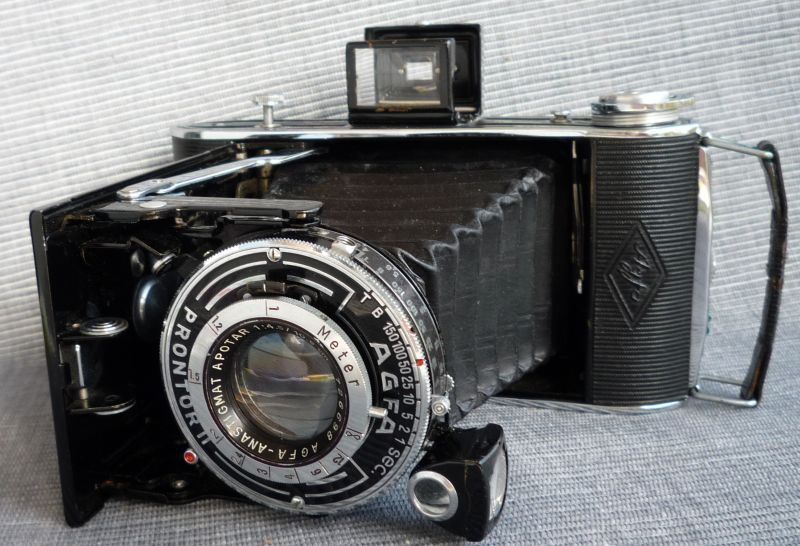
Agfa Billy Record in ausgeklapptem Zustand; gut erkennbar sind die beiden Sucher

1933 kam mit der Billy Record ein einfaches Modell für 26 RM hinzu. Agfa bot dabei in einer Werbeaktion an, die Preisbox für ihren ursprünglichen Verkaufspreis von 4 RM Inzahlung zu nehmen. Die Record besaß ein Objektiv mit 100 mm Brennweite und einen Verschluss aus eigener Produktion names Agfa Automat mit den Zeiten 1⁄25 s, 1⁄50 s, 1⁄100 s und B für Langzeitbelichtungen. An der Klappe der Record gab es keine Laufschiene für die Objektivstandarte, vielmehr war diese mit einem Gelenk verbunden, die Entfernung stellte man von 2,5 m bis Unendlich durch Drehen des Objektives ein. Für den Nahbereich bot Agfa eine Nahlinse an. Die Record wies zwei Sucher auf, einen ausklappbaren Sportsucher oben auf der Kamera und einen Brillantsucher seitlich am Objektiv.
Die Kamera kostete mit dem Igestar f/7,7 und ganz in schwarz gehalten 19,50 RM. Es gab sie aber auch mit dem Igestar f/8,8 für 24 RM oder 26 RM mit zusätzlichem Selbstauslöser. Diese beiden Varianten bekam man für 2 RM Aufpreis mit verchromten Gehäuseteilen und für weitere 3 RM Aufpreis mit Gehäuseauslöser anstatt eines Auslösers direkt am Verschluss. Schließlich existierte noch eine Version mit dem Igestar f/6,3, sowohl ohne wie auch mit Selbstauslöser, sowie Apotar f/4,5, letztere lag bei 52 RM.
Die Record blieb bis 1942 in Produktion.

### Billy Compur
Das Spitzenmodell der Billy-Baureihe kam 1934 heraus und besaß einen Compur-Verschluss, was in ihrem Namen werbewirksam vorkam. Mit dem vierlinsigen Solinar f/4,5 kostete sie 74 RM, später kam noch eine Variante mit dem dreilinsigen Apotar f/4,5 für 44 RM hinzu. Beim Apotar handelte es sich noch um einen Entwurf der Optische Anstalt Rietzschel, dem Vorgängerunternehmen des Agfa Camerawerks. Die Billy Compur blieb noch bis 1949 im Programm.

### Billy Clack

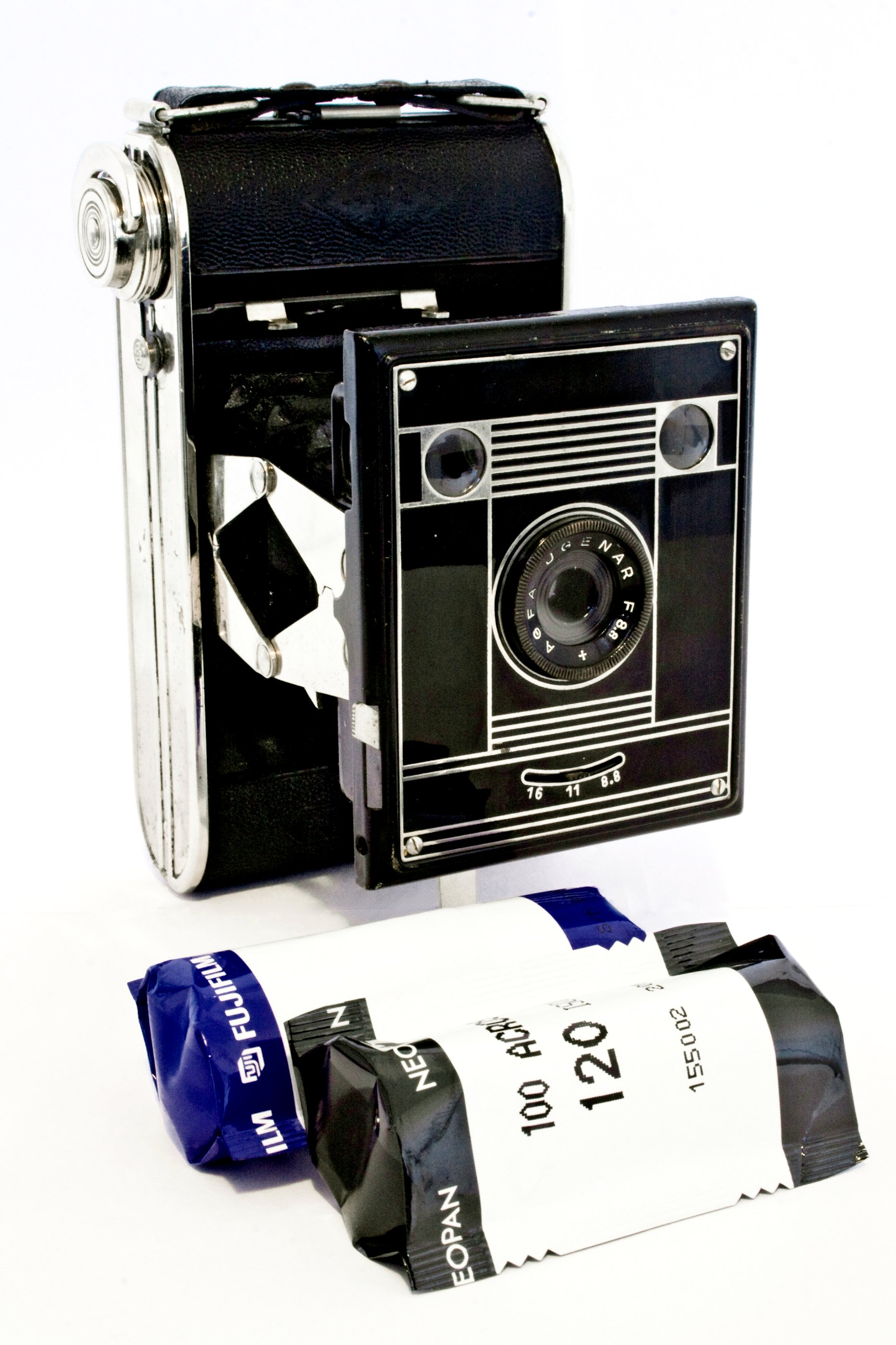
Agfa Billy Clack (1937)

Die Billy Clack unterschied sich nicht nur durch ihr Art-déco-Design, bei ihr funktioniert auch das Ausfahren des Objektivs anders: Es gab keine Klappe, vielmehr fuhr die Frontplatte mit dem Objektiv gerade heraus, geführt von Scherenelementen an der Ober- und Unterseite. Die Clack besaß ein Bilinar-Objektiv, für das die Blendenwerte 11, 16 und 22 oder ein Igestar-Objektiv, für das die Blendenwerte 8,8, 11 und 16 mit einem Hebel in der Frontplatte gewählt werden konnten. Der Verschluss arbeitete nur mit einer Belichtungszeit. Es gab die Kamera für das Format 6 cm × 9 cm wie auch für 4,5 cm × 6 cm.

### Billy I
Bei der Billy I handelte es sich um eine Kamera für das Format 6 cm × 9 cm. Sie erschien 1931 und ihr Objektiv war das Anastigmat Igestar f/8 100 mm mit den Zeiten 1⁄25 bis 1⁄200 und B sowie einer Entfernungseinstellung in zwei rastenden Stufen.
Alternativ wurde die Billy I auch mit dem Agfa Agnar f/6,3 105 mm ausgestattet, welches eine stufenlose Einstellung der Belichtungszeit von 1⁄25 s bis 1⁄200 s sowie B ermöglichte.

### Billy III
Die Billy III war von 1933 bis 1935 in Produktion und unterschied sich durch einige Detailverbesserungen von der Billy I: zum einen begab sich die Standarte nach dem Öffnen des Deckels selbsttätig in die Unendlich-Stellung; zum anderen konnte die Entfernung nun von oben abgelesen werden, während die Skala bislang nur im Hochformat oben stand. Mit dem Igestar f/5,6 105 mm Brennweite kostete sie 52 RM.